# Chaplin på rullskridskor
Chaplin på rullskridskor (The Rink) är en stumfilm från 1916 av och med Charlie Chaplin. Den är Chaplins åttonde film för Mutual Film Corporation. Filmen hade premiär 4 december 1916 i USA, 23 december 1917 i Spanien samt 26 april 1925. Utöver Chaplin medverkade bland andra Edna Purviance, Eric Campbell, Henry Bergman samt Albert Austin.

## Handling
Chaplin åker rullskridskor på sin rast från sitt arbete i en restaurang.

## Medverkande
- Charles Chaplin
- Edna Purviance
- James T. Kelley
- Eric Campbell
- Henry Bergman
- Lloyd Bacon
- Albert Austin
- Frank J. Coleman
- John Rand
- Charlotte Mineau
- Leota Bryan